# Paul Guignard
Paul Guignard (10 de maio de 1876 - 15 de fevereiro de 1965) foi um ciclista profissional francês que se especializou principalmente em corridas motorizadas . Nesta disciplina ele ganhou uma medalha de ouro, prata e bronze nos campeonatos mundiais em 1913, 1905 e 1921, respectivamente, bem como títulos europeus em 1905, 1906, 1909 e 1912 .
Guignard começou sua carreira no ciclismo como ciclista de estrada e em 1895 venceu o a corrida Paris-Besançon de 417  km. Depois de completar seu serviço militar, ele correu brevemente como ciclista e ganhou o "Grande Prêmio de Argel". Ele voltou ao ciclismo em 1904 e em 8 de abril de 1905 estabeleceu um novo recorde mundial em corrida de uma hora em 89,904 km (atrás de um marca-passo).   Ele ganhou sua última medalha no Campeonato Mundial de Motovelocidade da UCI em 1921, aos 45 anos .